# Belgiska Kongo
Belgiska Kongo (franska: Congo belge; nederländska: Belgisch-Congo) var en belgisk koloni i Centralafrika från 1908 fram till självständigheten 1960. Den före detta kolonin antog sitt nuvarande namn, den Demokratiska republiken Kongo, år 1964.
Den belgiska staten övertog den 15 november 1908 kolonin från kung Leopold II av Belgien, som hade ägt den personligen under åren 1885-1908 under namnet Fristaten Kongo eller Kongostaten. Efter självständigheten 30 juni 1960 fick området namnet Kongo, senare Zaire, nu Kongo-Kinshasa. Den mineralrika provinsen Katanga administrerades under kolonialtiden till stor del av gruvföretaget Union Minière du Haut Katanga. Flaggan tillkom under Fristaten Kongos tid, men höll sig så gott som oförändrad ända till självständigheten.
Landet omfattade större delen av Kongobäckenet med en yta på 2 345 000 km².

## Historia

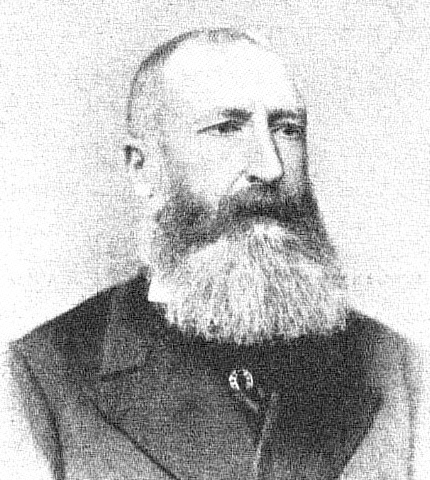
Leopold II, belgarnas kung och de facto ägare av Fristaten Kongo mellan 1885 och 1908.

### Belgiska Kongo bildas
Leopold II av Belgien hade föregångaren Fristaten Kongo som personlig egendom. 1906 blev det skandal i Belgien sedan en parlamentarisk utredning anklagat kungen för att ha misskött Kongo. Det visade sig att kungens rovdrift på naturtillgångarna, främst naturgummi och elfenben i Kongo kraftigt decimerat (eventuellt rentav halverat; uppskattningarna är osäkra) landets befolkning. Diamanter hade då ännu inte upptäckts i Kongo. 1908 övertogs Kongo av belgiska staten efter beslut av Belgiens parlament och inte minst påtryckningar från andra länder. Det nya styret utformades utifrån Belgiens kolonialminister och Belgiens koloniråd (Conseil Colonial) med säte i Bryssel. Den lagstiftande makten över Belgiska Kongo låg hos Belgiens parlament. Den högsta representanten för Belgien i Kongo var generalguvernören.

### 1908–1945

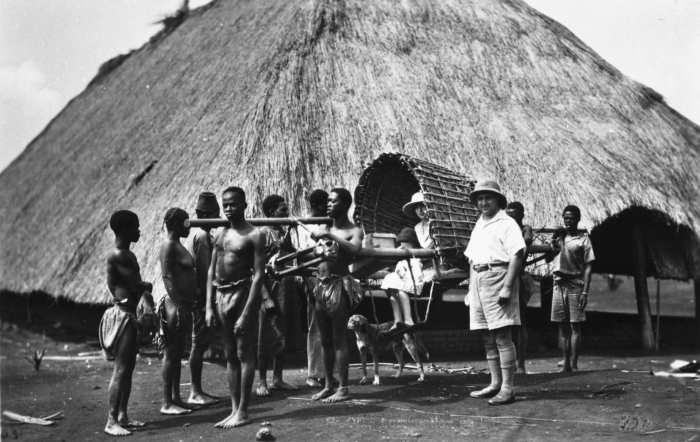
Bilden av afrikaner i mellankrigstidens Belgien var ofta att de fungerade som tjänare åt européer. Här på ett vykort från Belgiska Kongo från tidigt 1930-tal.

Även efter att den belgiska staten övertagit styret fortsatte rovdriften med plantager och gruvor. Kongo dominerades av de mäktiga koncessionsbolagen, framförallt Société Générale som grundades 1928 och det 1906 grundade Union Minière du Haut Katanga. De stora bolagen behöll sitt politiska och ekonomiska inflytande fram till 1960-talet. 1933 förlorade den företagsstyrda provinsen Katanga sitt självstyre.
Under första världskriget stred belgiska trupper mot Tyskland och ockuperade Rwanda-Urundi (dagens Rwanda och Burundi). Efter kriget förlorade Tyskland sina kolonier och Rwanda och Urundi införlivades efterhand i det belgiska styret över Kongo. 1946 skildes området åter från Kongos förvaltning och blev självständigt 1962. 1926 förbjöd kolonialmakten alla afrikanska organisationer, även religiösa. Samma år flyttades förvaltningen till Léopoldville.
Under andra världskriget kom Belgiska Kongo att få en viktig strategisk roll som leverantör av råvaror till de allierade, bland annat hämtades här uran till det amerikanska atombombsprogrammet. Detta ledde till en ekonomisk boom. Kongoleserna fick grundläggande utbildning och medicinsk omsorg men tilläts inte bli en del av den belgiska förvaltningen.

### 1945–1960
Efter andra världskriget startade en långsam process för Kongos självständighet. 1955 besökte Baudouin av Belgien Kongo för att försöka vända strävandena efter självständighet. En incident inträffade då en kongoles lyckade ta kungens sabel under en bilkortége. För den kongolesiska befolkningen blev det en symbol för självständighetskampen.
1956 bildades motståndsrörelsen Mouvement National Congolais (MNC) och 1958 Mouvement National Congolais-Lumumba under ledning av Patrice Lumumba. 1959 samtyckte belgiske kungen Baudouin till självständighet för Kongo. 1960 följer Rundabordssamtal mellan Belgien och kongolesiska politiska ledare. Belgiska Kongo blev självständigt den 30 juni 1960 med namnet Republiken Kongo (sedermera Zaire, idag Demokratiska republiken Kongo). Den belgiska kungen var deltagare i självständighetsceremonin. I samband med att landet blev självständigt hölls allmänna val.
Provinsen Katanga förklarade sig självständigt under ledning av Moise Tshombe, och med Belgiens stöd, vilket blev inledningen till Kongokrisen. På begäran av centralregeringen sändes FN-trupper till Kongo för att hjälpa till att införliva den nya staten med Kongo, och efter ett tidvis mycket blodigt krig kunde FN-trupperna besegra Katangas styrkor.
1954 öppnade belgarna det första universitetet i Kongo, i staden Lavanium.

## Demografi
Befolkningen var 13,5 miljoner år 1958, och omkring 16 miljoner i slutet av 1960-talet. De största folkgrupperna var luba (18%), mongo (17%), kongo (15%) och asande (10%).
I landet talades omkring 200 språk, uppdelade i 25 språkgrupper. Officiella språk var franska, lingala (talades i huvudstaden), swahili, kikongo och tshiluba.

## Guvernörer
- Baron Théophile Wahis (november 1908–maj 1912, utsågs av Leopold II)
- Félix Alexandre Fuchs (maj 1912–januari 1916)
- Eugène Joseph Marie Henry (januari 1916–januari 1921)
- Maurice Eugène Auguste Lippens (januari 1921–januari 1923)
- Martin Joseph Marie René Rutten (januari 1923–december 1927)
- Auguste Constant Tilkens (december 1927–september 1934)
- Pierre Marie Joseph Ryckmans (september 1934–juli 1946)
- Eugène Jacques Pierre Louis Jungers (juli 1946–januari 1952)
- Léon Antoine Marie Pétillon (januari 1952–juli 1958)
- Henri Arthur Adolf Marie Christopher Cornelis (juli 1958–juni 1960)

### Fotnoter
1. ↑  ”World Statesmen”. http://www.worldstatesmen.org/Congo-Kinshasa.html. Läst 8 augusti 2011.
2. ↑  Utställning om Kongo på Belgiens kungliga museum om Centralafrika 2011